# 3e étape du Tour de France 2016
Pour un article plus général, voir Tour de France 2016.
La 3e étape du Tour de France 2016 se déroule le lundi 4 juillet 2016 entre Granville et Angers sur une distance de 223,5 kilomètres.

## Parcours
C'est une étape de plat qui ne compte qu'une seule difficulté répertoriée, la côte de Villedieu-les-Poêles (4e catégorie, 1,5 km à 4,4%) au km 25,5. Le sprint intermédiaire sera disputé au Bouillé-Menard au km 171.

## Résultats

### Classement de l'étape
| \| Classement de l'étape \| Classement de l'étape \| Classement de l'étape \| Classement de l'étape \| Classement de l'étape \| \| Coureur \| Coureur \| Pays \| Équipe \| Temps \| \| --------------------- \| --------------------- \| --------------------- \| -------------------------- \| --------------------- \| \| 1er \| Mark Cavendish \| Royaume-Uni \| Dimension Data \| 5 h 59 min 54 s \| \| 2e \| André Greipel \| Allemagne \| Lotto-Soudal \| + 0 s \| \| 3e \| Bryan Coquard \| France \| Direct Énergie \| + 0 s \| \| 4e \| Peter Sagan \| Slovaquie \| Tinkoff \| + 0 s \| \| 5e \| Edward Theuns \| Belgique \| Trek-Segafredo \| + 0 s \| \| 6e \| Sondre Holst Enger \| Norvège \| IAM Cycling \| + 0 s \| \| 7e \| Marcel Kittel \| Allemagne \| Etixx-Quick Step \| + 0 s \| \| 8e \| Christophe Laporte \| France \| Cofidis, Solutions Crédits \| + 0 s \| \| 9e \| Daniel McLay \| Royaume-Uni \| Fortuneo-Vital Concept \| + 0 s \| \| 10e \| Dylan Groenewegen \| Pays-Bas \| LottoNL-Jumbo \| + 0 s \| |                    |             |                            |                 |
| |                    |             |                            |                 |
| Source : ProCyclingStats |                    |             |                            |                 |
| Classement de l'étape |                    |             |                            |                 |
| Coureur | Coureur            | Pays        | Équipe                     | Temps           |
| 1er | Mark Cavendish     | Royaume-Uni | Dimension Data             | 5 h 59 min 54 s |
| 2e | André Greipel      | Allemagne   | Lotto-Soudal               | + 0 s           |
| 3e | Bryan Coquard      | France      | Direct Énergie             | + 0 s           |
| 4e | Peter Sagan        | Slovaquie   | Tinkoff                    | + 0 s           |
| 5e | Edward Theuns      | Belgique    | Trek-Segafredo             | + 0 s           |
| 6e | Sondre Holst Enger | Norvège     | IAM Cycling                | + 0 s           |
| 7e | Marcel Kittel      | Allemagne   | Etixx-Quick Step           | + 0 s           |
| 8e | Christophe Laporte | France      | Cofidis, Solutions Crédits | + 0 s           |
| 9e | Daniel McLay       | Royaume-Uni | Fortuneo-Vital Concept     | + 0 s           |
| 10e | Dylan Groenewegen  | Pays-Bas    | LottoNL-Jumbo              | + 0 s           |

### Points attribués
| Sprint intermédiaire - Bouillé-Ménard (km 171) | Sprint intermédiaire - Bouillé-Ménard (km 171) | Sprint intermédiaire - Bouillé-Ménard (km 171) | Sprint intermédiaire - Bouillé-Ménard (km 171) | Sprint intermédiaire - Bouillé-Ménard (km 171) |
| ---------------------------------------------- | ---------------------------------------------- | ---------------------------------------------- | ---------------------------------------------- | ---------------------------------------------- |
|                                                | Coureur                                        | Pays                                           | Équipe                                         | Point(s)                                       |
| 1er                                            | Armindo Fonseca                                | France                                         | Fortuneo-Vital Concept                         | 20                                             |
| 2e                                             | Thomas Voeckler                                | France                                         | Direct Énergie                                 | 17                                             |
| 3e                                             | Marcel Kittel                                  | Allemagne                                      | Etixx-Quick Step                               | 15                                             |
| 4e                                             | Alexander Kristoff                             | Norvège                                        | Katusha                                        | 13                                             |
| 5e                                             | Peter Sagan                                    | Slovaquie                                      | Tinkoff                                        | 11                                             |
| 6e                                             | Mark Cavendish                                 | Royaume-Uni                                    | Dimension Data                                 | 10                                             |
| 7e                                             | André Greipel                                  | Allemagne                                      | Lotto-Soudal                                   | 9                                              |
| 8e                                             | Michael Matthews                               | Australie                                      | Orica-BikeExchange                             | 8                                              |
| 9e                                             | Bryan Coquard                                  | France                                         | Direct Énergie                                 | 7                                              |
| 10e                                            | Fabio Sabatini                                 | Italie                                         | Etixx-Quick Step                               | 6                                              |
| 11e                                            | Maximiliano Richeze                            | Argentine                                      | Etixx-Quick Step                               | 5                                              |
| 12e                                            | Thomas De Gendt                                | Belgique                                       | Lotto-Soudal                                   | 4                                              |
| 13e                                            | Tony Martin                                    | Allemagne                                      | Etixx-Quick Step                               | 3                                              |
| 14e                                            | Imanol Erviti                                  | Espagne                                        | Movistar                                       | 2                                              |
| 15e                                            | Jesús Herrada                                  | Espagne                                        | Movistar                                       | 1                                              |
| modifier                                       |                                                |                                                |                                                |                                                |

| Arrivée d'étape - Angers (km 223,5) | Arrivée d'étape - Angers (km 223,5) | Arrivée d'étape - Angers (km 223,5) | Arrivée d'étape - Angers (km 223,5) | Arrivée d'étape - Angers (km 223,5) |

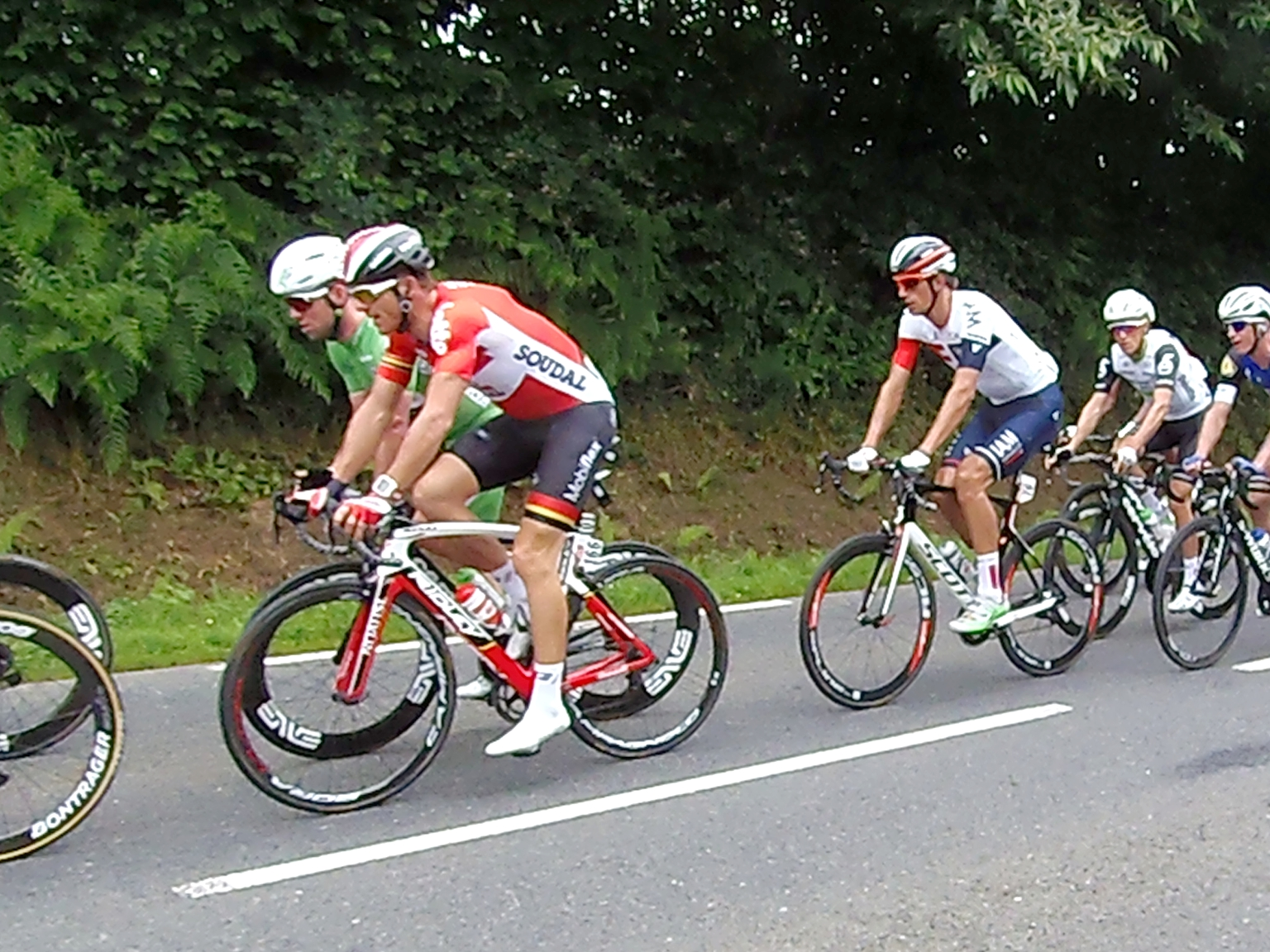
Mark Cavendish dans le peloton au kilomètre 44, en compagnie d'Adam Hansen et Reto Hollenstein.

| ----------------------------------- | ----------------------------------- | ----------------------------------- | ----------------------------------- | ----------------------------------- |
|                                     | Coureur                             | Pays                                | Équipe                              | Point(s)                            |
| 1er                                 | Mark Cavendish                      | Royaume-Uni                         | Dimension Data                      | 50                                  |
| 2e                                  | André Greipel                       | Allemagne                           | Lotto-Soudal                        | 30                                  |
| 3e                                  | Bryan Coquard                       | France                              | Direct Énergie                      | 20                                  |
| 4e                                  | Peter Sagan                         | Slovaquie                           | Tinkoff                             | 18                                  |
| 5e                                  | Edward Theuns                       | Belgique                            | Trek-Segafredo                      | 16                                  |
| 6e                                  | Sondre Holst Enger                  | Norvège                             | IAM                                 | 14                                  |
| 7e                                  | Marcel Kittel                       | Allemagne                           | Etixx-Quick Step                    | 12                                  |
| 8e                                  | Christophe Laporte                  | France                              | Cofidis                             | 10                                  |
| 9e                                  | Daniel McLay                        | Royaume-Uni                         | Fortuneo-Vital Concept              | 8                                   |
| 10e                                 | Dylan Groenewegen                   | Pays-Bas                            | Lotto NL-Jumbo                      | 7                                   |
| 11e                                 | Alexander Kristoff                  | Norvège                             | Katusha                             | 6                                   |
| 12e                                 | Michael Matthews                    | Australie                           | Orica-BikeExchange                  | 5                                   |
| 13e                                 | John Degenkolb                      | Allemagne                           | Giant-Alpecin                       | 4                                   |
| 14e                                 | Davide Cimolai                      | Italie                              | Lampre-Merida                       | 3                                   |
| 15e                                 | Julian Alaphilippe                  | France                              | Etixx-Quick Step                    | 2                                   |
| modifier                            |                                     |                                     |                                     |                                     |

|   | Coureur        | Pays        | Équipe         | Secondes |
| - | -------------- | ----------- | -------------- | -------- |
| 1 | Mark Cavendish | Royaume-Uni | Dimension Data | 10 s     |
| 2 | André Greipel  | Allemagne   | Lotto-Soudal   | 6 s      |
| 3 | Bryan Coquard  | France      | Direct Énergie | 4 s      |

### Cols et côtes
| \| Côte de Villedieu-les-Poêles (km 25,5) - 4e catégorie (1,5 km à 4,4%) \| Côte de Villedieu-les-Poêles (km 25,5) - 4e catégorie (1,5 km à 4,4%) \| Côte de Villedieu-les-Poêles (km 25,5) - 4e catégorie (1,5 km à 4,4%) \| Côte de Villedieu-les-Poêles (km 25,5) - 4e catégorie (1,5 km à 4,4%) \| Côte de Villedieu-les-Poêles (km 25,5) - 4e catégorie (1,5 km à 4,4%) \| \| --------------------------------------------------------------------- \| --------------------------------------------------------------------- \| --------------------------------------------------------------------- \| --------------------------------------------------------------------- \| --------------------------------------------------------------------- \| \| \| Coureur \| Pays \| Équipe \| Point(s) \| \| 1er \| Armindo Fonseca \| France \| Fortuneo-Vital Concept \| 1 \| \| modifier \| \| \| \| \| |                 |        |                        |          |
| Côte de Villedieu-les-Poêles (km 25,5) - 4e catégorie (1,5 km à 4,4%) |                 |        |                        |          |
| | Coureur         | Pays   | Équipe                 | Point(s) |
| 1er | Armindo Fonseca | France | Fortuneo-Vital Concept | 1        |
| modifier |                 |        |                        |          |

## Classements à l'issue de l'étape

### Classement général
| \| Classement général \| Classement général \| Classement général \| Classement général \| Classement général \| \| Coureur \| Coureur \| Pays \| Équipe \| Temps \| \| ------------------ \| ------------------ \| ------------------ \| ------------------ \| ------------------ \| \| 1er \| Peter Sagan \| Slovaquie \| Tinkoff \| 14 h 34 min 36 s \| \| 2e \| Julian Alaphilippe \| France \| Etixx-Quick Step \| + 8 s \| \| 3e \| Alejandro Valverde \| Espagne \| Movistar Team \| + 10 s \| \| 4e \| Christopher Froome \| Royaume-Uni \| Team Sky \| + 14 s \| \| 5e \| Warren Barguil \| France \| Giant-Alpecin \| + 14 s \| \| 6e \| Nairo Quintana \| Colombie \| Movistar Team \| + 14 s \| \| 7e \| Roman Kreuziger \| Tchéquie \| Tinkoff \| + 14 s \| \| 8e \| Tony Gallopin \| France \| Lotto-Soudal \| + 14 s \| \| 9e \| Fabio Aru \| Italie \| Astana \| + 14 s \| \| 10e \| Dan Martin \| Irlande \| Etixx-Quick Step \| + 14 s \| |                    |             |                  |                  |
| |                    |             |                  |                  |
| Source : ProCyclingStats |                    |             |                  |                  |
| Classement général |                    |             |                  |                  |
| Coureur | Coureur            | Pays        | Équipe           | Temps            |
| 1er | Peter Sagan        | Slovaquie   | Tinkoff          | 14 h 34 min 36 s |
| 2e | Julian Alaphilippe | France      | Etixx-Quick Step | + 8 s            |
| 3e | Alejandro Valverde | Espagne     | Movistar Team    | + 10 s           |
| 4e | Christopher Froome | Royaume-Uni | Team Sky         | + 14 s           |
| 5e | Warren Barguil     | France      | Giant-Alpecin    | + 14 s           |
| 6e | Nairo Quintana     | Colombie    | Movistar Team    | + 14 s           |
| 7e | Roman Kreuziger    | Tchéquie    | Tinkoff          | + 14 s           |
| 8e | Tony Gallopin      | France      | Lotto-Soudal     | + 14 s           |
| 9e | Fabio Aru          | Italie      | Astana           | + 14 s           |
| 10e | Dan Martin         | Irlande     | Etixx-Quick Step | + 14 s           |

### Classement par points
| Classement par points | Classement par points | Classement par points | Classement par points | Classement par points |
| --------------------- | --------------------- | --------------------- | --------------------- | --------------------- |
|                       | Coureur               | Pays                  | Équipe                | Point(s)              |
| 1er                   | Mark Cavendish        | Royaume-Uni           | Dimension Data        | 123 points            |
| 2e                    | Peter Sagan           | Slovaquie             | Tinkoff               | 116 pts               |
| 3e                    | André Greipel         | Allemagne             | Lotto-Soudal          | 79 pts                |
| 4e                    | Marcel Kittel         | Allemagne             | Etixx-Quick Step      | 77 pts                |
| 5e                    | Bryan Coquard         | France                | Direct Énergie        | 52 pts                |
| 6e                    | Alexander Kristoff    | Norvège               | Katusha               | 40 pts                |
| 7e                    | Julian Alaphilippe    | France                | Etixx-Quick Step      | 35 pts                |
| 8e                    | Michael Matthews      | Australie             | Orica-BikeExchange    | 33 pts                |
| 9e                    | Edward Theuns         | Belgique              | Trek-Segafredo        | 32 pts                |
| 10e                   | Christophe Laporte    | France                | Cofidis               | 24 pts                |
| modifier              |                       |                       |                       |                       |

### Classement du meilleur grimpeur
| Classement du meilleur grimpeur | Classement du meilleur grimpeur | Classement du meilleur grimpeur | Classement du meilleur grimpeur | Classement du meilleur grimpeur |
| ------------------------------- | ------------------------------- | ------------------------------- | ------------------------------- | ------------------------------- |
|                                 | Coureur                         | Pays                            | Équipe                          | Point(s)                        |
| 1er                             | Jasper Stuyven                  | Belgique                        | Trek-Segafredo                  | 4 points                        |
| 2e                              | Paul Voss                       | Allemagne                       | Bora-Argon 18                   | 2 pts                           |
| 3e                              | Armindo Fonseca                 | France                          | Fortuneo-Vital Concept          | 1 pt                            |
| 4e                              | Vegard Breen                    | Norvège                         | Fortuneo-Vital Concept          | 1 pt                            |
| 5e                              | Roman Kreuziger                 | Tchéquie                        | Tinkoff                         | 1 pt                            |
| modifier                        |                                 |                                 |                                 |                                 |

### Classement du meilleur jeune
| Classement général du meilleur jeune | Classement général du meilleur jeune | Classement général du meilleur jeune | Classement général du meilleur jeune | Classement général du meilleur jeune |
|                                      | Coureur                              | Pays                                 | Équipe                               | Temps                                |
| ------------------------------------ | ------------------------------------ | ------------------------------------ | ------------------------------------ | ------------------------------------ |
| 1er                                  | Julian Alaphilippe                   | France                               | Etixx-Quick Step                     | en 14 h 34 min 44 s                  |
| 2e                                   | Warren Barguil                       | France                               | Giant-Alpecin                        | + 6 s                                |
| 3e                                   | Wilco Kelderman                      | Pays-Bas                             | Lotto NL-Jumbo                       | + 6 s                                |
| 4e                                   | Adam Yates                           | Royaume-Uni                          | Orica-BikeExchange                   | + 6 s                                |
| 5e                                   | Louis Meintjes                       | Afrique du Sud                       | Lampre-Merida                        | + 17 s                               |
| modifier                             |                                      |                                      |                                      |                                      |

### Classement par équipes
| Classement par équipes | Classement par équipes | Classement par équipes | Classement par équipes |
|                        | Équipe                 | Pays                   | Temps                  |
| ---------------------- | ---------------------- | ---------------------- | ---------------------- |
| 1re                    | Orica-BikeExchange     | Australie              | en 43 h 44 min 30 s    |
| 2e                     | Sky                    | Royaume-Uni            | m.t.                   |
| 3e                     | Movistar               | Espagne                | + 21 s                 |
| 4e                     | FDJ                    | France                 | + 22 s                 |
| 5e                     | Astana                 | Kazakhstan             | + 26 s                 |
| modifier               |                        |                        |                        |